# Floralba del Monte
Floralba Casilda del Monte Echavarría (* 20. Februar 1929 in Santo Domingo; † 20. Juli 2017) war eine dominikanische Pianistin und Musikpädagogin.
Del Monte hatte ihren ersten Klavierunterricht bei Luz María Aguilar. Ab 1942 besuchte sie am Conservatorio Nacional de Música y Declamación Klassen von Mary Siragusa, Luis Emilio Mena und Gabriel del Orbe. Ab 1947 studierte sie in New York Klavier bei Bernard Gabriel und Komposition bei Edvard Fendler.
1949 debütierte sie – als erste dominikanische Musikerin überhaupt – in der berühmten New Yorker Carnegie Hall, wo sie die Uraufführung von Juan Francisco Garcías Dominikanischer Rhapsodie spielte. In einem Klaviertrio mit Sonia Vargas und Dolores Layko trat sie 1951 in der ersten USA-weit gesendeten Show von Arthur Godfrey bei CBS auf. Hier spielte sie die Uraufführung ihres Arrangements von Ernesto Lecuonas Komposition Malagueña. 1952 wurde sie vom dominikanischen Kultusministerium zu einer Konzertreihe eingeladen, die sie nach Santiago, Azua, San Cristóbal und Santo Domingo und bei der sie mit dem Orquesta Sinfónica Nacional unter Leitung von Manuel Simó Griegs Klavierkonzert aufführte.
Von 1952 bis 1954 vervollkommnete del Monte ihre Ausbildung am Conservatoire de Paris. Daneben besuchte sie in dieser Zeit die Klavierklassen von Alfred Cortot an der École Normale de Musique und von Julián Trujillo an der Schola Cantorum. Von 1959 bis 1982 wirkte sie als Professorin am Conservatorio Nacional de Música in Santo Domingo. Daneben setzte sie sich als Konzertpianistin vor allem für die internationale Verbreitung der Musik dominikanischer Komponisten ein. 1989 wurde sie mit dem Orden al Mérito de Duarte Sánchez y Mella ausgezeichnet.
Von 1987 bis 2000 war sie Direktorin des Conservatorio Nacional de Música (CNM).